# الخلاف السعودي اللبناني 2017
الخلاف السعودي اللبناني بدأ بعد استقالة رئيس الوزراء اللبناني سعد الدين الحريري في كلمة متلفزة أثناء زيارته للعاصمة السعودية الرياض استقالته بشكل مفاجئ لما وصفه احتجاجاً على سياسة إيران في لبنان والوطن العربي. في 4 نوفمبر 2017. بعد الاستقالة بدأت العلاقات بالتوتر بين البلدين، عندما شكك الأمين العام لحزب الله حسن نصر الله وتيارات سياسية أخرى في صحة الاستقالة واتهمت الحكومة السعودية باحتجاز الحريري وإجباره على الاستقالة. في 6 نوفمبر أعلن وزير الدولة السعودي لشؤون الخليج العربي ثامر السبهان بأن السعودية: «ستعامل حكومة لبنان كحكومة إعلان حرب بسبب ميليشيات حزب الله». في 9 نوفمبر، دعت السعودية، والإمارات العربية المتحدة، والبحرين، والكويت، مواطنيها إلى مغادرة لبنان وعدم السفر اليها. الخلاف السعودي اللبناني هو جزء من الصراع الإيراني والسعودية بالوكالة.

## استقالة رئيس الوزراء الحريري
في 4 نوفمبر 2017، قدم الحريرى استقالته من منصبه في بيان تلفزيونى من المملكة العربية السعودية، مستشهدا بمخاوف من الاغتيال ومتهما إيران وحزب الله بتهديد أمن المنطقة. رفضت إيران بشدة تصريحات سعد الحريري ووصفت استقالته بأنها طليعة مغامرة أمريكية إسرائيلية سعودية جديدة، لإزدياد التوتر في الشرق الأوسط. وأعلن قيادة الجيش اللبناني أنه بنتيجة التوقيفات والتحقيقات الجارية، بالإضافة إلى المعلومات والمعطيات المتوفرة، لم يتبين وجود أي مخطط لعمليات اغتيال في البلاد.
أبلغ الرئيس اللبناني ميشال عون السفراء الأجانب بأن الحريري «مختطف». واشار عون إلى انه «لا شيء يبرّر عدم عودة الرئيس سعد الحريري بعد مضي 12 يوماً، وعليه نعتبره محتجزاً وموقوفاً.» كما شكك الأمين العام لحزب الله حسن نصر الله في صحة الاستقالة واتهم الحكومة السعودية باحجتاز الحريري وإجباره على الإستقالة. مشيرا إلى أن «استقالة الرئيس الحريري غير قانونية وباطلة لأنه كان مجبراً على ذلك». لكن نفی معاونو الحريري والمسؤولون السعوديون ذلك. علق العديد من المعلقين اللبنانيين على الصور المنشورة للحريري في السعودية بأنها تدل على انه يقبع تحت الإقامة الجبرية. في نوفمبر، قام الحريري بزيارة إلى دولة الإمارات العربية المتحدة من السعودية. وأفادت وسائل الإعلام التابعة للحريري أنه سيتوجه بعد ذلك إلى البحرين ثم يعود إلى بيروت. لكن فيما بعد ألغيت كلتا الرحلتين وأعيد الحريري إلى الرياض.